# Валютный своп
Валютный своп — это комбинация двух противоположных конверсионных сделок на одинаковую сумму с разными датами валютирования. Применительно к свопу дата исполнения более близкой сделки называется датой валютирования, а дата исполнения более удалённой по сроку обратной сделки — датой окончания свопа (maturity). Большая часть сделок валютный своп заключается на период до 1 года.
Если ближняя по дате конверсионная сделка является покупкой валюты (обычно базовой), а более удалённая — продажей валюты, такой своп называется «купил/продал» (англ. buy and sell swap).
Если же вначале осуществляется сделка по продаже валюты, а обратная ей сделка является покупкой валюты, этот своп будет называться «продал/купил» (sell and buy swap).
Как правило, сделка валютный своп проводится с одним контрагентом, то есть обе конверсионные операции осуществляются с одним и тем же банком. Это так называемый чистый своп (pure swap). Однако допускается называть свопом комбинацию двух противоположных конверсионных сделок с разными датами валютирования на одинаковую сумму, заключенных с разными банками — это сконструированный своп (engineered swap).

## Своп-линия
Своп-линия англ. Swap Line — соглашение между двумя центральными банками разных стран о взаимном обмене валют по фиксированным курсам. Например, ФРС берёт себе евро, предоставляя ЕЦБ доллары. При этом оба центробанка просто эмитируют свою национальную валюту и тут же обменивают её. В результате ЕЦБ получает возможность фактически эмитировать евродоллары, выдавая долларовые кредиты евробанкам. Соглашение может предусматривать или не оговаривать ограничений по срокам и объёмам. Применение своп-линии способно существенно изменять стоимость валют.
Впервые долларовые своп-линии были предложены ФРС для центробанков других стран во время кредитного кризиса 2008 года.

## Виды свопов
По срокам можно разделить валютные свопы на три вида:
- Стандартные свопы (со спота) — здесь ближайшая дата валютирования — спот, дальняя на условиях форвард;
- Короткие однодневные свопы (до спота) — здесь обе даты сделок, входящих в состав сделки Своп, приходятся на даты до спота. Например, по сделке Tom/Next расчёты по первой сделке осуществляются датой валютирования Tom (Tomorrow), а вторая на следующий (Next) рабочий день (второй рабочий день после заключения сделки — спот).
- Форвардные свопы (после спота) — для них характерны сочетания двух сделок аутрайт, когда более близкая по сроку сделка заключается на условиях форвард (дата валютирования позже, чем спот), а обратная ей сделка заключается на условиях более позднего форварда.

Валютные свопы, несмотря на то, что по форме они представляют собой конверсионные операции, по своему содержанию относятся к операциям денежного рынка (MM operations).

## Финансовая математика
Ценой свопа называется разница между курсами ног свопа — курсами конверсионных сделок, формирующий своп.
Упрощённо своп может быть представлен в виде двух противоположных сделок (например, депозита и кредита), которыми обмениваются стороны по сделке по согласованным процентным ставкам. Так как процентные ставки по депозитам и кредитам не равны, то — при равенстве эквивалентов сумм по первой ноге свопа и равенстве сроков по условным депозитным сделкам — процентные платежи не будут эквивалентны. Именно разница между ними и определяет цену свопа.
Цена свопа рассчитывается на основании:
- Дифференциала процентных ставок по валютам конверсионных сделок,
- Срока свопа — разницы между датами начала и окончания свопа,
- Курса по первой ноге свопа — курса первой конверсионной сделки.

### Расчёт цены Свопа
Расчёт своп-разницы на основании процентных ставок и курса валют:
Своп разница {\displaystyle Bid}

{\displaystyle Swap_{Bid}=Spot_{Bid}\times \left({\frac {1+Rate.2_{Bid}\times YF_{Ccy.2}}{1+Rate.1_{Ask}\times YF_{Ccy.1}}}-1\right)}
где
- {\displaystyle Spot_{Bid}} — курс Spot валютной пары
- {\displaystyle Rate.1_{Ask}} — процентная ставка Ask лидирующей валюты пары, для пары USD/RUB используется ставка валюты USD
- {\displaystyle Rate.2_{Bid}} — процентная ставка Bid валюты цены пары, для пары USD/RUB используется ставка валюты RUB
- {\displaystyle YF_{Ccy.1}} — продолжительность свопа в годах, рассчитанная по финансовой базе года первой валюты (Actual/360, Actual/365, Actual/Actual…)
- {\displaystyle YF_{Ccy.2}} — продолжительность свопа в годах, рассчитанная по финансовой базе года второй валюты

Пусть
1. даты свопа и срок сделки (в годах):
  - 01.12.2008 и
  - 01.02.2009
  - Количество дней (в годах)
    1. USD = 62 / 360 = 0.172222222 (Act / 360)
    2. RUB = 31 / 366 + 31 / 365 = 0.16963096 (Act2008 / 366 + Act2009 / 365).

2. ставки и Spot курс
  - USD: 2 / 3
  - RUB: 12 / 14
  - USD/RUB: 29.0000 / 29.0500

Цена
{\displaystyle Swap_{Bid}=29.00\times \left({\frac {1+0.12\times 0.16963096}{1+0.03\times 0.172222222}}-1\right)=0.438218281}
или в пунктах — {\displaystyle {\text{4 382.18}}}
Аналогично рассчитывается своп-разница {\displaystyle Ask}:
{\displaystyle Swap_{Ask}=29.05\times \left({\frac {1+0.14\times 0.16963096}{1+0.02\times 0.172222222}}-1\right)=0.587803349}
или в пунктах — {\displaystyle {\text{5 878.03}}}
Таким образом, Банк, округляя, будет котировать своп так: {\displaystyle 4382/5878},
где
1. {\displaystyle {\text{4 382}}} — цена, по которой он готов совершить операцию {\displaystyle Sell/Buy}
2. {\displaystyle {\text{5 878}}} — цена, по которой он готов совершить операцию {\displaystyle Buy/Sell}

### Расчёт процентных ставок Свопа
Расчёт процентной ставки по первой валюте пары
Процентная ставка по валюте цены известна.
{\displaystyle Rate_{Ccy1.Bid}={\Bigg [}{\frac {Spot_{Ask}\times (1+Rate_{Ccy2.Ask}\times YF_{Ccy2})}{Spot_{Ask}+Swap_{Ask}}}-1{\Bigg ]}\times {\frac {1}{YF_{Ccy1}}}}
{\displaystyle Rate_{Ccy1.Ask}={\Bigg [}{\frac {Spot_{Bid}\times (1+Rate_{Ccy2.Bid}\times YF_{Ccy2})}{Spot_{Bid}+Swap_{Bid}}}-1{\Bigg ]}\times {\frac {1}{YF_{Ccy1}}}}
Расчёт процентной ставки по валюте цены пары
Процентная ставка по первой валюте пары известна.
{\displaystyle Rate_{Ccy2.Bid}={\Bigg [}{\frac {(Spot_{Bid}+Swap_{Bid})\times (1+Rate_{Ccy1.Ask}\times YF_{Ccy1})}{Spot_{Bid}}}-1{\Bigg ]}\times {\frac {1}{YF_{Ccy2}}}}
{\displaystyle Rate_{Ccy2.Ask}={\Bigg [}{\frac {(Spot_{Ask}+Swap_{Ask})\times (1+Rate_{Ccy1.Bid}\times YF_{Ccy1})}{Spot_{Ask}}}-1{\Bigg ]}\times {\frac {1}{YF_{Ccy2}}}}